# Mathaux
Mathaux és un municipi francès situat al departament de l'Aube i a la regió del Gran Est. L'any 2007 tenia 229 habitants.

## Demografia

### Població
El 2007 la població de fet de Mathaux era de 229 persones. Hi havia 94 famílies de les quals 28 eren unipersonals (20 homes vivint sols i 8 dones vivint soles), 27 parelles sense fills, 35 parelles amb fills i 4 famílies monoparentals amb fills.
La població ha evolucionat segons el següent gràfic:
Habitants censats

### Habitatges
El 2007 hi havia 117 habitatges, 91 eren l'habitatge principal de la família, 20 eren segones residències i 5 estaven desocupats. 116 eren cases i 1 era un apartament. Dels 91 habitatges principals, 73 estaven ocupats pels seus propietaris, 15 estaven llogats i ocupats pels llogaters i 3 estaven cedits a títol gratuït; 1 tenia dues cambres, 13 en tenien tres, 25 en tenien quatre i 52 en tenien cinc o més. 65 habitatges disposaven pel capbaix d'una plaça de pàrquing. A 35 habitatges hi havia un automòbil i a 42 n'hi havia dos o més.

### Piràmide de població
La piràmide de població per edats i sexe el 2009 era:
| Homes | Edats   | Dones |
| ----- | ------- | ----- |
| 0     | 95 o +  | 0     |
| 0     | 90 a 94 | 0     |
| 0     | 85 a 89 | 4     |
| 4     | 80 a 84 | 0     |
| 8     | 75 a 79 | 4     |
| 4     | 70 a 74 | 8     |
| 12    | 65 a 69 | 0     |
| 0     | 60 a 64 | 12    |
| 0     | 55 a 59 | 0     |
| 16    | 50 a 54 | 8     |
| 4     | 45 a 49 | 0     |
| 12    | 40 a 44 | 12    |
| 12    | 35 a 39 | 8     |
| 8     | 30 a 34 | 0     |
| 12    | 25 a 29 | 0     |
| 4     | 20 a 24 | 12    |
| 4     | 15 a 19 | 4     |
| 8     | 10 a 14 | 8     |
| 8     | 5 a 9   | 4     |
| 0     | 0 a 4   | 0     |

## Economia
El 2007 la població en edat de treballar era de 144 persones, 99 eren actives i 45 eren inactives. De les 99 persones actives 90 estaven ocupades (46 homes i 44 dones) i 9 estaven aturades (4 homes i 5 dones). De les 45 persones inactives 17 estaven jubilades, 16 estaven estudiant i 12 estaven classificades com a «altres inactius».

### Ingressos
El 2009 a Mathaux hi havia 96 unitats fiscals que integraven 230 persones, la mediana anual d'ingressos fiscals per persona era de 18.762 €.

### Activitats econòmiques
Dels 6 establiments que hi havia el 2007, 1 era d'una empresa extractiva, 2 d'empreses de construcció, 1 d'una empresa d'hostatgeria i restauració, 1 d'una empresa immobiliària i 1 d'una empresa de serveis.
Dels 4 establiments de servei als particulars que hi havia el 2009, 1 era un paleta, 1 electricista i 2 restaurants.
L'any 2000 a Mathaux hi havia 9 explotacions agrícoles.

## Equipaments sanitaris i escolars
El 2009 hi havia una escola elemental integrada dins d'un grup escolar amb les comunes properes formant una escola dispersa.

## Poblacions més properes
El següent diagrama mostra les poblacions més properes.